# Kamíxet
Kamíxet (en rus: Камышет) és un poble (possiólok) de l'óblast d'Irkutsk, a Rússia, que el 2010 tenia 595 habitants.